# Conostigmus villosus
Conostigmus villosus är en stekelart som beskrevs av Paul Dessart 1997. Conostigmus villosus ingår i släktet Conostigmus och familjen trefåresteklar. Inga underarter finns listade i Catalogue of Life.